# Despina Olimbiu
Despina Olimbiu, gr. Δέσποινα Ολυμπίου (ur. 17 października 1975) – cypryjska piosenkarka.

## Życiorys
Urodziła się i dorastała w Limassolu. Przeprowadziła się do Londynu, gdzie na Trinity College London uczyła się gry na fortepianie i teorii muzyki.
W 1992 rozpoczęła karierę muzyczną. Po przeprowadzce do Aten nawiązała współpracę z Janisem Pariosem, w kolejnych latach współpracowała także z innymi artystami, takimi jak Charis Aleksiu, Michalis Chadzijanis, Dimitris Mitropanos, Mimis Plesas, Pandelis Talasinos czy Marios Tokas. Pierwszymi płytami, na których znalazły się zaśpiewane przez nią kompozycje, były albumy: Ftene i Aponi Kieri Zorz Sari (wykonała na niej utwór „I kuniamMas”), Emis i Elines („Pros rakosilektes kie sinodiporus”) oraz krążek Pandelisa Talasinosa Ap’ tin Tilo os tin Traki, na której znajdują się cztery piosenki wykonane przez Olimbiu. 5 października 2000 wydała swój pierwszy solowy album pt. Ton Mation su i Kalimera. W 2002 podpisała kontrakt z wytwórnią Universal, a w sierpniu 2003 wydała singiel „Wale Musiki”. 19 lipca 2004 premierę miał jej drugi solowy album pt. Echume logo, a rok później wydała płytę Awto Ine Agapi. Pierwszym singlem z tego albumu został utwór „Kapote”.

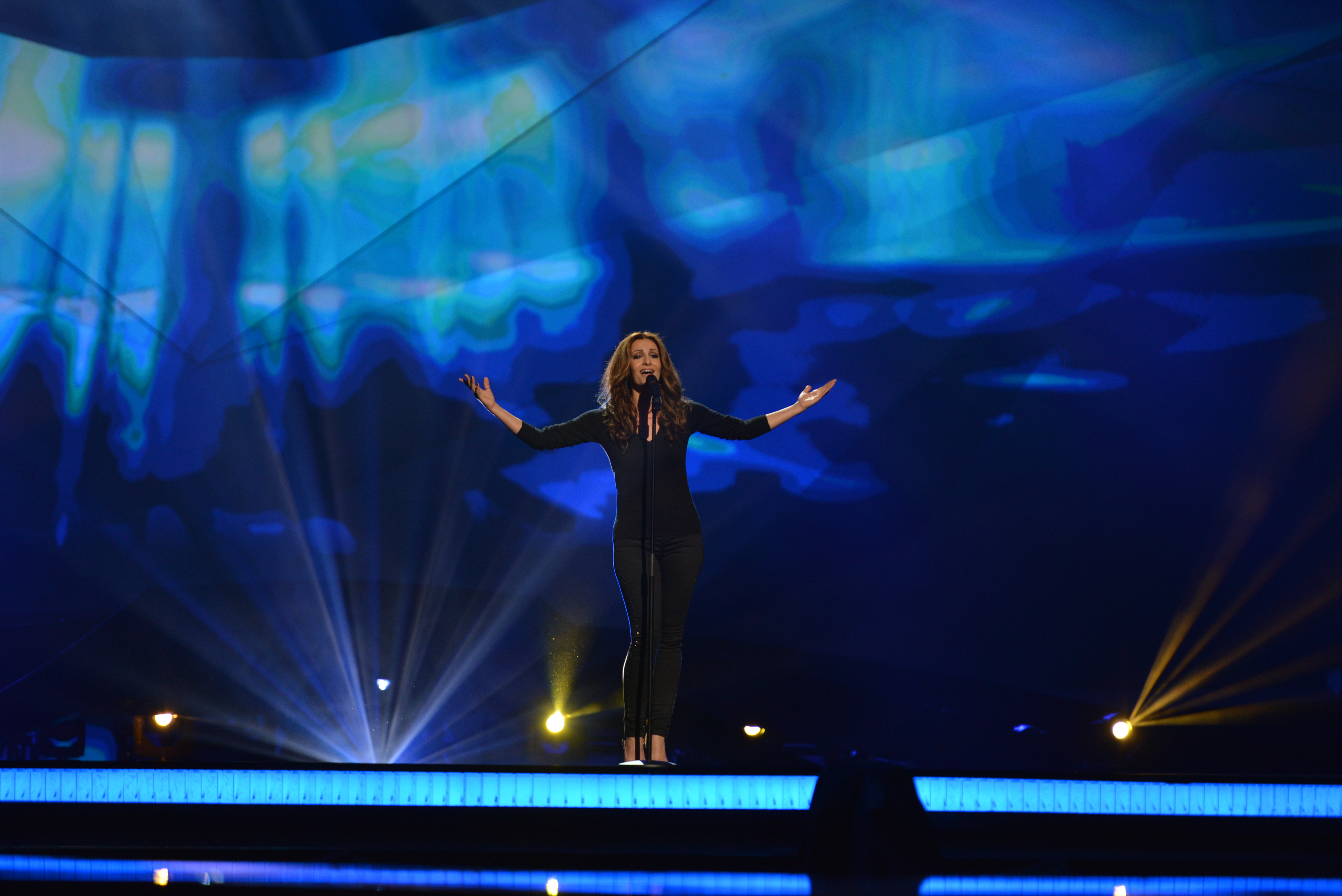
Olimbiu podczas 58. Konkursu Piosenki Eurowizji (2013)

Wiosną 2007 wydała singiel „Pes to Dinata”, który osiągnął sukces w Grecji i na Cyprze, a 16 maja wydała album pt. Mazi Chorista. Krążek zdobył status złotej płyty. 17 czerwca 2008 odebrała nagrodę na gali MAD Video Music Award za wygraną w kategorii Najlepszy duet za utwór „O paradisos de ftiachtikie ja mas”, który nagrała z Michalisem Chadzijanisem. W 2009 nagrała kolejne singiel z Chadzijanisem – „Pano stin agapi”, „Adinamia” i „Mi m’agapas”, a także wydała album pt. Mia stigmi. W 2012 we współpracy ze Stereo Mikiem wydała singel „Den s’ afino apo ta matia mu”, który odniósł sukces w Grecji i na Cyprze.
W maju 2013, reprezentując Cypr z utworem „An me timase”, zajęła 15. miejsce w półfinale 58. Konkursu Piosenki Eurowizji 2013 w Malmö.

## Dyskografia
Albumy studyjne
| Rok  | Informacje                                                                                 |
| ---- | ------------------------------------------------------------------------------------------ |
| 2000 | Ton Mation su i Kalimera - Wydany: 5 października 2000 - Wytwórnia: Music Box - Format: CD |
| 2003 | Wale musiki - Wydany: 2 sierpnia 2003 - Wytwórnia: Universal - Format: CD, singel CD       |
| 2004 | Echume logo - Wydany: 19 lipca 2004 - Wytwórnia: Universal - Format: CD                    |
| 2005 | Awto ine agapi - Wydany: 29 listopada 2005 - Wytwórnia: Universal - Format: CD             |
| 2007 | Mazi chorista - Wydany: 16 maja 2007 - Wytwórnia: Universal - Format: CD                   |
| 2009 | Mia stigmi - Wydany: 11 grudnia 2009 - Wytwórnia: Universal - Format: CD                   |

Single
| Rok  | Tytuł                                             | Album          |
| ---- | ------------------------------------------------- | -------------- |
| 2005 | „Kapote”                                          | Awto ine agapi |
| 2007 | „Pes to dinata”                                   | Mazi chorista  |
| 2007 | „Paradisos”(z Michalisem Chadzijanisem)           | –              |
| 2009 | „Pano stin agapi”                                 | Mia stigmi     |
| 2009 | „Adinamia”                                        | Mia stigmi     |
| 2009 | „Mi m’agapas”                                     | Mia stigmi     |
| 2009 | „Den s’ afino apo ta matia mu” (ze Stereo Mikiem) | –              |
| 2008 | „Omorfa psemata”                                  | –              |
| 2013 | „An me timase”                                    | –              |